# Eustachia z Padwy
Eustachia (Eustochium), benedyktynka, właśc. wł. Lucrezia Bellini (ur. 1444, zm. 13 lutego 1469) – włoska zakonnica, dziewica i błogosławiona Kościoła katolickiego.

## Biografia
Urodziła się w Padwie jako dziecko niechciane. Jej matką była Maddalena Cavalcabò, zakonnica z klasztoru benedyktynek San Prosdocimo, a ojcem był miejscowy giermek Bartolomeo Bellini. Ojciec dziewczynki początkowo oddał ją pod opiekę pielęgniarce. Potem zabrał ją, by zamieszkała z nim, żoną i ich wspólnymi dziećmi. Macocha nienawidziła Eustachii i z trudem znosiła jej obecność w domu. Z czasem dziewczyna zaczęła wykazywać oznaki opętania demonicznego. Wówczas ojciec odesłał ją do klasztoru do jej biologicznej matki.
Wspólnota klasztorna została wkrótce rozwiązana decyzją biskupa, niezadowolonego z tak powszechnego łamania reguł przez zakonnice. Klasztor zamknięto, a na jego miejsce utworzono nową wspólnotę. Siostry ze starego klasztoru w większości odeszły, a zastąpiły je nowe. Eustachia zwróciła się z prośbą o przyjęcie do nowego zgromadzenia. Siostry początkowo odmawiały, ze względu na okoliczności jej poczęcia. Dopiero wstawiennictwo biskupa sprawiło, że spełniono jej prośbę choć nie pozwolono na razie złożyć ślubów.
Eustachia była z natury łagodna i posłuszna, jednak zdarzały się u niej ataki furii, przypominające opętanie. Kiedy przełożona klasztoru zachorowała, podejrzenie o otrucie padło na Eustachię. Miejscowa ludność domagała się spalenia jej na stosie jako czarownicę. Przed samosądem uratowało ją wstawiennictwo spowiednika. Jego kierownictwo duchowe pozwoliło Estachii wrócić do normalności. Ostatecznie pozwolono jej złożyć śluby.
Ostatnie dni Eustachii naznaczone były ciężkim cierpieniem fizycznym. Zmarła w 1469 roku.
Podczas jej pogrzebu zaobserwowano wiele nadprzyrodzonych zjawisk. Na piersi zmarłej pojawił się napis „Jezus”. W 1472 podczas przenoszenia ciała w bardziej godne miejsce okazało się, że nie uległo ono rozkładowi, mimo że pochowano jej bez trumny. W miejscu jej pierwotnego pochówku trysnęło źródło wody, mającej właściwości uzdrawiające. Miejsce to stało się celem pielgrzymek
Ciało Eustachii pozostawało nienaruszone jeszcze w 1633 roku. Obecnie zachował się tylko szkielet, który jest przechowywany w dawnym kościele benedyktynów św. Piotra w Padwie.
Jej kult, jako błogosławionej, został zaaprobowany w 1760 roku przez papieża Klemensa XIII, byłego biskupa Padwy.